# Rispetto (metrica)
Il rispetto, in poesia, è una forma metrica che coincide in gran parte con lo strambotto. Si tratta pertanto di una forma lirica popolare molto simile allo stornello, alla villanella e alla villotta.

## Descrizione
In origine si usava dire rispetto o strambotto indifferentemente, tanto per l'ottava siciliana che toscana; in seguito, il termine rispetto iniziò a distinguere la variante toscana dello strambotto, con schema ABABABCC o ABABCCDD. Fu così chiamato "a cagione della riverenza o venerazione che i cantori dimostravano verso l'oggetto dell'amor loro" (Giosuè Carducci). Se però il contenuto del componimento lirico era di disprezzo o di ira, si diceva dispetto.